# Gilberto Occhi

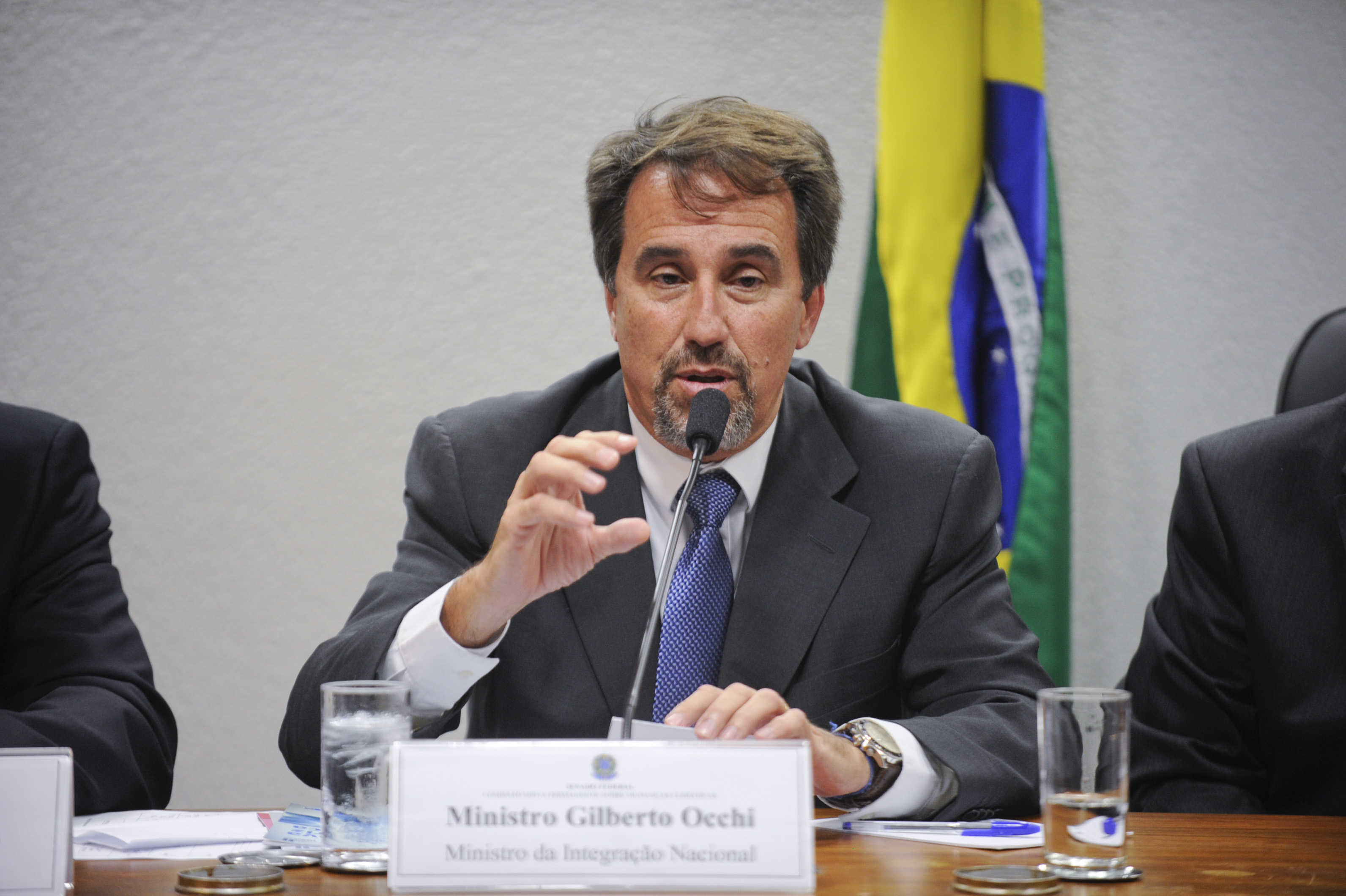
Gilberto Occhi am 13. Mai 2015

Gilberto Magalhães Occhi (geboren am 24. Juli 1958 in Ubá, Minas Gerais) ist ein brasilianischer Rechtsanwalt, ehemaliger Bankpräsident und Minister verschiedener Ressorts.

## Leben
Occhi studierte Rechtswissenschaft an der Universidade Vila Velha in Vila Velha im Bundesstaat Espírito Santo, dem sich dort ein Postgraduiertenstudium anschloss, sodann eines für Unternehmensführung an der Universidade de Brasília und eines für Außenhandel an der Universidade Católica de Brasília. Er schlug eine Banklaufbahn in der Caixa Econômica Federal, der brasilianischen Bundessparkasse, ein und wurde dort 2013 einer der 12 Vizepräsidenten. Er galt als Karrierefunktionär.

## Politische Laufbahn
Occhi ist Mitglied der als rechtskonservativ und wirtschaftsliberal geltenden Progressistas (PP). Die Präsidentin Dilma Rousseff ernannte ihn für ihr zweites Kabinett 2014 zum Ministro das Cidades, deutsch Städteminister. Dieses Amt hatte er etwa achteinhalb Monate inne, dann ernannte Rousseff ihn zum Ministro da Integração Nacional, deutsch Minister für Nationale Integration. Dieses Amt übte er vom  1. Januar 2015 bis zum 13. April 2016 aus. Er hatte sein Entlassungsgesuch eingereicht, da seine Partei sich für das Impeachment von Rousseff ausgesprochen hatte und stark unterstützte.
Unter dem neuen Präsidenten Michel Temer wurde er mit Wirkung vom 1. Juni 2016 zum Präsidenten der Caixa Econômica Federal ernannt. Temer holte ihn zum 2. April 2018 in sein Kabinett als Gesundheitsminister. Der nachfolgende Präsident Jair Bolsonaro übernahm ihn nicht in sein Ministerkabinett, sondern bestimmte Luiz Henrique Mandetta zu seinem Nachfolger.

## Kontroversen
Im Oktober 2017 war Occhi von Lúcio Bolonha Funaro, einem Beschuldigten im Operation-Lava-Jato-Ermittlungsverfahren, bei der Generalstaatsanwaltschaft der Republik denunziert worden, noch während seiner Zeit als Vizepräsident der Caixa monatliche Bestechungsgelder empfangen zu haben, auch um sie an Politiker der Progressistas zu verteilen. Dies bestritt Occhi vehement.